# Bankasana, Sorab
Bankasana là một làng thuộc tehsil Sorab, huyện Shimoga, bang Karnataka, Ấn Độ.